# Премия «Грэмми» за лучшую R&B-песню
Премия «Грэмми» за лучшую R&B-песню (англ. Grammy Award for Best R&B Song) вручается с 1969 года. Ежегодно Академия звукозаписи США отмечает выдающиеся заслуги в написании песен, которые «отражают широкий спектр музыкального стиля и культуры R&B». До 2001 года категория носила название «Лучшая песня в стиле ритм-н-блюз» (Best Rhythm and Blues Song).
Премия за лучшую песню присуждается лирикам и композиторам сингла или трека, но не исполнителям, за исключением тех случаев, когда исполнитель песни одновременно выступает её автором или соавтором. Впервые в этой категории награда вручалась на 11-й церемонии «Грэмми» 12 марта 1969 года. Тогда лауреатами стали авторы композиции «(Sittin’ on) The Dock of the Bay» Отис Реддинг и Стив Кроппер. Рекордсменкой по количеству побед является Бейонсе — на её счету пять призов. По три статуэтки у Стиви Уандера, Алиши Киз, Билла Уизерса и Бэбифейса, последний из которых номинировался чаще всех остальных — всего 14 раз. Помимо представителей США, среди лауреатов премии есть музыканты из Великобритании, Канады и Норвегии.
Номинантами становятся наиболее заметные работы минувшего календарного года относительно текущей церемонии «Грэмми». Песни, содержащие сэмплы или интерполяции, также могут быть выдвинуты в этой категории.

## Список лауреатов
| \| Год[I] \| Автор(ы) \| Страна \| Песня \| Исполнитель \| Номинанты (исполнители в скобках)[II] \| Ист. \| \| ------ \| -------------------------------------------------------------------------------------------------------------------------------------------------------------- \| -------------------- \| -------------------------------------------- \| ------------------------------------------------------ \| --------------------------------------------------------------------------------------------------------------------------------------------------------------------------------------------------------------------------------------------------------------------------------------------------------------------------------------------------------------------------------------------------------------------------------------------------------------------------------------------------------------------------------------------------------------------------------------------------------------------------------------------------------------- \| ---- \| \| 1969 \| Отис Реддинг и Стив Кроппер \| США \| «(Sittin' On) The Dock of the Bay» \| Отис Реддинг \| - Гомер Бэнкс[англ.], Бетти Кратчер[англ.], Рэймонд Джексон[англ.] и Дональд Дэвис за «Who's Making Love[англ.]» (Джонни Тейлор) - Эдвард Томас, Боб Маккри и Клифтон Томас за «Pickin' Wild Mountain Berries» (Пегги Скотт[англ.] и Джо Джо Бенсон[англ.]) - Барретт Стронг, Роджер Пензабене[англ.] и Норман Уитфилд[англ.] за «I Wish It Would Rain[англ.]» (The Temptations) - Дон Ковай[англ.] за «Chain of Fools» (Арета Франклин) \| [3] \| \| 1970 \| Ричард Льюис Спенсер[англ.] \| США \| «Color Him Father[англ.]» \| The Winstons[англ.] \| - Джерри Батлер, Кеннет Гэмбл и Леон Хафф за «Only the Strong Survive[англ.]» (Джерри Батлер) - Рональд Айзли, Рудольф Айзли[англ.] и О’Келли Айзли-младший[англ.] за «It's Your Thing» (The Isley Brothers) - Клэренс Картер[англ.], Джордж Джексон[англ.] и Рэймонд Мур за «I’d Rather Be an Old Man’s Sweetheart» (Кэнди Стэйтон) - Мелвин Хардин и Хьюберт Макферсон[англ.] за «Backfield in Motion» (Mel & Tim[англ.]) \| [4] \| \| 1971 \| Рональд Данбар[англ.] и Дженерал Джонсон[англ.] \| США \| «Patches[англ.]» \| Клэренс Картер[англ.] \| - Анджело Бонд, Дженерал Джонсон[англ.] и Грег Перри за «Somebody’s Been Sleeping in My Bed» (100 Proof[англ.]) - Ли Гарретт[англ.], Лула Хардуэй[англ.], Стиви Уандер и Сайрита Райт[англ.] за «Signed, Sealed, Delivered[англ.]» (Стиви Уандер) - Герман Дэвис и Расселл Льюис за «Groovy Situation[англ.]» (Джин Чендлер[англ.]*) - Том Белл[англ.] и Уильям Харт за «Didn't I (Blow Your Mind This Time)[англ.]» (The Delfonics) \| [5] \| \| 1972 \| Билл Уизерс \| США \| «Ain't No Sunshine» \| Билл Уизерс \| - Барретт Стронг и Норман Уитфилд[англ.] за «Smiling Faces Sometimes[англ.]» (The Undisputed Truth[англ.]) - Клифтон Дэвис[англ.] за «Never Can Say Goodbye[англ.]» (The Jackson 5) - Джозеф Бруссар, Кэррол Вашингтон и Ральф Уильямс за «Mr. Big Stuff[англ.]» (Джин Найт[англ.]) - Клэй Макмюррей, Памела Сойер и Лаверн Уэр за «If I Were Your Woman[англ.]» (Gladys Knight & the Pips) \| [6] \| \| 1973 \| Барретт Стронг и Норман Уитфилд[англ.] \| США \| «Papa Was a Rollin' Stone» \| The Temptations \| - Кенни Гэмбл, Кэри Гилберт и Леон Хафф за «Me And Mrs. Jones[англ.]» (Билли Пол[англ.]) - Кёртис Мейфилд за «Freddie's Dead[англ.]» (Кёртис Мейфилд) - Дж. Р. Бэйли[англ.], Руди Кларк[англ.] и Кенни Уильямс за «Everybody Plays the Fool[англ.]» (The Main Ingredient[англ.]) - Леон Хафф, Джин Макфадден[англ.] и Джон Уайтхед за «Back Stabbers[англ.]» (The O'Jays) \| [7] \| \| 1974 \| Стиви Уандер \| США \| «Superstition» \| Стиви Уандер \| - War за «Cisco Kid» (War) - Джим Уэзерли[англ.] за «Midnight Train to Georgia[англ.]» (Gladys Knight & the Pips) - Кеннет Гэмбл и Леон Хафф за «Love Train[англ.]» (The O'Jays) - Сильвестр Стюарт за «Family Affair» (Sly & the Family Stone) \| [8] \| \| 1975 \| Стиви Уандер \| США \| «Living for the City» \| Стиви Уандер \| - Стиви Уандер за «Tell Me Something Good[англ.]» (Rufus) - Гарри Уэйн Кейси[англ.] за «Rock Your Baby» (Джордж Маккрей) - Кеннет Гэмбл, Леон Хафф и Энтони Джексон[англ.] за «For the Love of Money[англ.]» (The O'Jays) - Хэл Дэвис, Дон Флетчер и Дин Паркс[англ.] за «Dancing Machine[англ.]» (The Jackson 5) \| [9] \| \| 1976 \| Гарри Уэйн Кейси[англ.], Уилли Кларк, Ричард Финч[англ.] и Бетти Райт[англ.] \| США \| «Where Is the Love» \| Бетти Райт \| - Барни Перри за «Walking in Rhythm[англ.]» (The Blackbyrds[англ.]) - Гарри Уэйн Кейси[англ.] и Ричард Финч[англ.] за «That's the Way (I Like It)» (KC and the Sunshine Band) - Гарри Уэйн Кейси и Ричард Финч за «Get Down Tonight[англ.]» (KC and the Sunshine Band) - Чарли Смоллс за «Ease on Down the Road» (Consumer Rapport[англ.]) \| [10] \| \| 1977 \| Боз Скаггс и Дэвид Пейч[англ.] \| США \| «Lowdown[англ.]» \| Боз Скаггс \| - Боб Монтгомери[англ.] за «Misty Blue[англ.]» (Дороти Мур[англ.]) - Мэрилин Маклеод и Памела Сойер за «Love Hangover» (Дайана Росс) - Дональд Дэвис[англ.], Харви Скейлз[англ.] и Эл Вэнс за «Disco Lady[англ.]» (Джонни Тейлор) - Гарри Уэйн Кейси[англ.] и Ричард Финч[англ.] за «(Shake, Shake, Shake) Shake Your Booty» (KC & the Sunshine Band) \| [11] \| \| 1978 \| Вини Понсия и Лео Сейер \| Великобритания · США \| «You Make Me Feel Like Dancing[англ.]» \| Лео Сейер \| - Лайонел Ричи за «Easy» (Commodores) - Кенни Гэмбл, Кэри Гилберт и Леон Хафф за «Don't Leave Me This Way» (Тельма Хьюстон) - Уильям Кинг[англ.], Рональд Лапред, Томас Макклари, Уолтер Орандж, Лайонел Ричи и Милан Уильямс[англ.] за «Brick House[англ.]» (Commodores) - Эл Маккей[англ.] и Морис Уайт за «Best of My Love[англ.]» (The Emotions[англ.]) \| [12] \| \| 1979 \| Пол Джабара \| США \| «Last Dance» \| Донна Саммер \| - Кеннет Гэмбл и Леон Хафф за «Use Ta Be My Girl[англ.]» (The O'Jays) - Эдди Дель Баррио, Морис Уайт и Вердин Уайт за «Fantasy[англ.]» (Earth, Wind & Fire) - Бернард Эдвардс, Кенни Леман и Найл Роджерс за «Dance, Dance, Dance (Yowsah, Yowsah, Yowsah)[англ.]» (Chic) - Дженис М. Джонсон и Перри Киббл за «Boogie Oogie Oogie[англ.]» (A Taste of Honey) \| [13] \| \| 1980 \| Билл Чамплин[англ.], Дэвид Фостер и Джей Грейдон[англ.] \| Канада · США \| «After the Love Has Gone[англ.]» \| Earth, Wind & Fire \| - Бернард Эдвардс и Найл Роджерс за «We Are Family[англ.]» (Sister Sledge) - Дино Фекарис и Фредди Перрен[англ.] за «Reunited[англ.]» (Peaches & Herb[англ.]) - Айзек Хейз и Эдриэнн Андерсон[англ.] за «Deja Vu» (Дайон Уорвик) - Джерри Коэн и Джин Макфадден[англ.] за «Ain't No Stoppin' Us Now[англ.]» (McFadden & Whitehead[англ.]) \| [14] \| \| 1981 \| Регги Лукас и Джеймс Мтуме[англ.] \| США \| «Never Knew Love Like This Before[англ.]» \| Стефани Миллс \| - Бернард Эдвардс и Найл Роджерс за «Upside Down» (Дайана Росс) - Лео Грэм и Пол Ричмонд за «Shining Star[англ.]» (The Manhattans[англ.]) - Ли Гарретт[англ.] и Стиви Уандер за «Let’s Get Serious[англ.]» (Джермейн Джексон) - Род Темпертон за «Give Me the Night[англ.]» (Джордж Бенсон) \| [15] \| \| 1982 \| Ральф Макдональд[англ.], Уильям Солтер и Билл Уизерс \| США \| «Just the Two of Us[англ.]» \| Гровер Вашингтон-младший и Билл Уизерс \| - Марк Блатте и Ларри Готлиб[англ.] за «When She Was My Girl[англ.]» (Four Tops) - Леон Хейвуд[англ.] за «She's a Bad Mama Jama (She's Built, She's Stacked)[англ.]» (Карл Карлтон[англ.]) - Гарольд Хадсон, Ширли Кинг и Уильям Кинг[англ.] за «Lady (You Bring Me Up)[англ.]» (Commodores) - Час Янкель[англ.] и Кенни Янг[англ.] за «Ai No Corrida[англ.]» (Куинси Джонс) \| [16] \| \| 1983 \| Билл Чамплин[англ.], Джей Грейдон[англ.] и Стив Люкатер \| США \| «Turn Your Love Around[англ.]» \| Джордж Бенсон \| - Стиви Уандер за «That Girl[англ.]» (Стиви Уандер) - Оделл Браун[англ.] и Марвин Гэй за «Sexual Healing» (Марвин Гэй) - Реджи Эндрюс и Леон «Ндугу» Ченклер[англ.] за «Let It Whip[англ.]» (Dazz Band[англ.]) - Тедди Рандаццо[англ.], Лу Столлман и Бобби Вайнштейн за «It's Gonna Take a Miracle[англ.]» (Дэнис Уильямс) - Стиви Уандер за «Do I Do[англ.]» (Стиви Уандер) \| [17] \| \| 1984 \| Майкл Джексон \| США \| «Billie Jean» \| Майкл Джексон \| - Майкл Джексон за «Wanna Be Startin' Somethin'» (Майкл Джексон) - Джеймс Ингрэм и Куинси Джонс за «P.Y.T. (Pretty Young Thing)» (Майкл Джексон) - Эдди Грант за «Electric Avenue[англ.]» (Эдди Грант) - Хоук Волински[англ.] за «Ain't Nobody» (Rufus и Чака Хан) \| [18] \| \| 1985 \| Принс \| США \| «I Feel for You» \| Чака Хан \| - Джеймс Ингрэм, Куинси Джонс, Майкл Макдональд и Род Темпертон за «Yah Mo B There[англ.]» (Джеймс Ингрэм и Майкл Макдональд) - Принс за «The Glamorous Life» (Шейла И.) - Дин Питчфорд[англ.] Билл Вулфер за «Dancing in the Sheets[англ.]» (Shalamar) - Кит Даймонд и Билли Оушен за «Caribbean Queen» (Билли Оушен) \| [19] \| \| 1986 \| Джеффри Коэн и Нарада Майкл Уолден \| США \| «Freeway of Love[англ.]» \| Арета Франклин \| - LaLa[англ.] за «You Give Good Love[англ.]» (Уитни Хьюстон) - Дэвид Фостер, Том Кин и Синтия Вайль за «Through the Fire[англ.]» (Чака Хан) - Джон Джилутин, Банни Халл[англ.] и Шэрон Робинсон[англ.] за «New Attitude» (Патти Лабелль) - Фрэнни Голде[англ.], Деннис Ламберт[англ.] и Уолтер Орандж за «Nightshift[англ.]» (Commodores) \| [20] \| \| 1987 \| Анита Бейкер, Гэри Биас[англ.] и Луис А. Джонсон \| США \| «Sweet Love[англ.]» \| Анита Бейкер \| - Джанет Джексон, Джимми Джем и Терри Льюис за «What Have You Done for Me Lately» (Джанет Джексон) - Дэн Хартман и Чарли Миднайт за «Living in America[англ.]» (Джеймс Браун) - Нэт Эддерли-младший[англ.] и Лютер Вандросс за «Give Me the Reason[англ.]» (Лютер Вандросс) - Принс и The Revolution за «Kiss» (Принс и The Revolution) \| [21] \| \| 1988 \| Билл Уизерс \| США \| «Lean on Me» \| Club Nouveau[англ.] \| - Принс за «U Got the Look» (Принс и Шина Истон) - Стиви Уандер за «Skeletons[англ.]» (Стиви Уандер) - Джимми Джордж и Лу Пардини[англ.] за «Just to See Her[англ.]» (Смоки Робинсон) - Реджи Кэллоуэй за «Casanova[англ.]» (LeVert[англ.]) \| [22] \| \| 1989 \| Анита Бейкер, Рэнди Холланд и Скип Скарборо \| США \| «Giving You the Best That I Got[англ.]» \| Анита Бейкер \| - Джин Гриффин и Джонни Кемп[англ.] за «Just Got Paid[англ.]» (Джонни Кемп) - Джимми Джордж за «I’ll Always Love You[англ.]» (Тейлор Дейн) - Бэбифейс, Эл Эй Рид и Дэрил Симмонс[англ.] за «Don’t Be Cruel[англ.]» (Бобби Браун) - Маркус Миллер и Лютер Вандросс за «Any Love[англ.]» (Лютер Вандросс) \| [23] \| \| 1990 \| Кенни Гэмбл и Леон Хафф \| США \| «If You Don't Know Me by Now[англ.]» \| Simply Red \| - Кэлвин Льюис и Эндрю Райт за «When a Man Loves a Woman» (Джо Кокер) - Бэбифейс, Эл Эй Рид и Дэрил Симмонс[англ.] за «Superwoman[англ.]» (Карин Уайт[англ.]) - Джимми Джем и Терри Льюис за «Miss You Much» (Джанет Джексон) - Бэбифейс и Эл Эй Рид за «Every Little Step[англ.]» (Бобби Браун) \| [24] \| \| 1991 \| MC Hammer, Рик Джеймс и Алонзо Миллер \| США \| «U Can't Touch This» \| MC Hammer \| - Бэбифейс, Эл Эй Рид и Дэрил Симмонс[англ.] за «My, My, My[англ.]» (Джонни Джилл[англ.]) - Джордж Джонсон, Луис Джонсон[англ.] и Сонора Сэм за «I'll Be Good to You[англ.]» (Рэй Чарльз и Чака Хан) - Дэвид Л. Эллиотт и Терри Стил за «Here and Now[англ.]» (Лютер Вэндросс) - Джанет Джексон, Джимми Джем и Терри Льюис за «Alright[англ.]» (Джанет Джексон) \| [25] \| \| 1992 \| Маркус Миллер, Лютер Вандросс и Тедди Ванн \| США \| «Power of Love/Love Power[англ.]» \| Лютер Вандросс \| - Алвертис Исбелл[англ.] за «I'll Take You There[англ.]» (BeBe & CeCe Winans[англ.] при участии Мэвис Стэплс) - Dr. Freeze[англ.] за «I Wanna Sex You Up[англ.]» (Color Me Badd) - Лиза Фишер и Нарада Майкл Уолден за «How Can I Ease the Pain[англ.]» (Лиза Фишер) - Уолтер Афанасьефф и Джон Беттис[англ.] за «Can You Stop the Rain[англ.]» (Пибо Брайсон) \| [26] \| \| 1993 \| Бэбифейс, Эл Эй Рид и Дэрил Симмонс[англ.] \| США \| «End of the Road» \| Boyz II Men \| - Дензил Фостер и Томас Макэлрой[англ.] за «My Lovin' (You're Never Gonna Get It)[англ.]» (En Vogue) - Майкл Джексон, Рене Мур[англ.], Тедди Райли[англ.] и Брюс Свиден[англ.] за «Jam» (Майкл Джексон) - Хэл Дэвис, Берри Горди, Уилли Хатч[англ.] и Боб Уэст за «I’ll Be There» (Мэрайя Кэри и Трей Лоренс) - Даллас Остин[англ.] и Лиза «Лефт Ай» Лопес за «Ain't 2 Proud 2 Beg[англ.]» (TLC) \| [27] \| \| 1994 \| Джанет Джексон, Джимми Джем и Терри Льюис \| США \| «That’s the Way Love Goes» \| Джанет Джексон \| - Маркус Миллер и Лютер Вандросс за «Little Miracles (Happen Every Day)[англ.]» (Лютер Вандросс) - Лютер Вандросс и Рид Вертелни за «Heaven Knows[англ.]» (Лютер Вандросс) - Бэбифейс и Дэрил Симмонс[англ.] за «Can We Talk[англ.]» (Тевин Кэмпбелл) - Рафаэл Садик и Карл Уиллер за «Anniversary[англ.]» (Tony! Toni! Toné![англ.]) \| [28] \| \| 1995 \| Бэбифейс \| США \| «I'll Make Love to You» \| Boyz II Men \| - Бэбифейс, Эл Эй Рид и Дэрил Симмонс[англ.] за «You Mean the World to Me[англ.]» (Тони Брэкстон) - Бэбифейс за «When Can I See You[англ.]» (Бэбифейс) - Мишель Ндегеочелло за «If That's Your Boyfriend (He Wasn't Last Night)[англ.]» (Мишель Ндегеочелло) - Рик Ноуэлс и Эллен Шипли[англ.] за «Body and Soul[англ.]» (Анита Бейкер) \| [29] \| \| 1996 \| Стиви Уандер \| США \| «For Your Love[англ.]» \| Стиви Уандер \| - Бэбифейс за «You Can’t Run» (Ванесса Уильямс) - Бэбифейс за «Red Light Special[англ.]» (TLC) - Даллас Остин[англ.] за «Creep» (TLC) - D'Angelo за «Brown Sugar[англ.]» (D'Angelo) \| [30] \| \| 1997 \| Бэбифейс \| США \| «Exhale (Shoop Shoop)» \| Уитни Хьюстон \| - Лютер Вандросс и Рид Вертелни за «Your Secret Love[англ.]» (Лютер Вандросс) - Бэбифейс, Тони Брэкстон и Брайс Уилсон за «You're Makin' Me High[англ.]» (Тони Брэкстон) - Род Темпертон за «You Put a Move on My Heart» (Тэмия) - Бэбифейс за «Sittin' up in My Room[англ.]» (Брэнди) \| [31] \| \| 1998 \| Ар Келли \| США \| «I Believe I Can Fly» \| Ар Келли \| - Джордж Клинтон-младший, Кирк Франклин, Уолтер Моррисон[англ.] и Гэрри М. Шайдер[англ.] за «Stomp» (God's Property[англ.] при участии Кирка Франклина и Salt[англ.]) - Эрика Баду и Джаборн Джамал Кантеро за «On & On[англ.]» (Эрика Баду) - Доктор Дре, Чонси «Black» Ханнибал[англ.], Тедди Райли[англ.], Уильям «Skylz» Стюарт и Линиз Уолтерс[англ.] за «No Diggity[англ.]» (Blackstreet[англ.] при участии Доктора Дре и Queen Pen[англ.]) - Мэрайя Кэри, Шон «Паффи» Комбс, К. Фарид, Стивен Хейг, Стивен Джордан[англ.], Рональд Ларкинс, Малкольм Макларен, Ларри Прайс и Бобби Робинсон[англ.] за «Honey» (Мэрайя Кэри) \| [32] \| \| 1999 \| Лорин Хилл \| США \| «Doo Wop (That Thing)[англ.]» \| Лорин Хилл \| - Брэнди Норвуд, Лашон Дэниелс[англ.], Родни Джеркинс, Фред Джеркинс III[англ.] и Джаф Техеда за «The Boy Is Mine» (Брэнди и Моника) - Кирк Франклин за «Lean On Me» (Кирк Франклин c Мэри Джей Блайдж, Ар Келли, Боно, Кристал Льюис[англ.] и The Family) - Лорин Хилл за «A Rose is Still a Rose[англ.]» (Арета Франклин) - Рори Беннетт и Джоджо Хейли за «All My Life[англ.]» (K-Ci & JoJo) \| [33] \| \| 2000 \| Кевин Бриггс[англ.], Кэнди Баррус[англ.] и Тамека Коттл \| США \| «No Scrubs» \| TLC \| - Лашон Дэниелс[англ.], Тони Эстес, Родни Джеркинс, Фред Джеркинс III[англ.] и Айзек Филлипс за «It's Not Right but It's Okay[англ.]» (Уитни Хьюстон) - Кеннет Карлин[англ.], Тамара Сэвидж и Карстен Шак[англ.] за «Heartbreak Hotel[англ.]» (Уитни Хьюстон при участии Фейт Эванс и Келли Прайс[англ.]) - Кевин «Шекспер» Бриггс, Кэнди Баррус[англ.], Бейонсе Ноулз, Летоя Лакетт и Келли Роуленд за «Bills, Bills, Bills» (Destiny's Child) - Лорин Хилл за «All That I Can Say[англ.]» (Мэри Джей Блайдж) \| [34] \| \| 2001 \| Лашон Дэниелс[англ.], Родни Джеркинс, Фред Джеркинс III[англ.], Бейонсе Ноулз, Летоя Лакетт, Латавия Роберсон и Келли Роуленд \| США \| «Say My Name» \| Destiny's Child \| - D'Angelo и Рафаэл Садик за «Untitled (How Does It Feel)[англ.]» (D'Angelo) - Дезмонд Чайлд, Тим Келли, Боб Робинсон[англ.], Драко Роза и Сиско за «Thong Song[англ.]» (Сиско) - Родни Джеркинс, Фред Джеркинс III[англ.] и Харви Мейсон-младший за «He Wasn't Man Enough[англ.]» (Тони Брэкстон) - Эрика Баду за «Bag Lady[англ.]» (Эрика Баду) \| [35] \| \| 2002 \| Алиша Киз \| США \| «Fallin'» \| Алиша Киз \| - Карлос «Six July» Броуди, Реджинальд Харрис, Индиа.Ари и Шеннон Сандерс за «Video[англ.]» (Индиа.Ари) - Брайан Макнайт за «Love of My Life[англ.]» (Брайан Макнайт) - Даллас Остин[англ.] за «Hit 'Em Up Style (Oops!)[англ.]» (Блю Кантрелл) - Мисси Эллиотт и Тим «Тимбалэнд» Мосли за «Get Ur Freak On» (Мисси Эллиотт) - Эрика Баду, Фил Кленденин и Джеймс Йенси за «Didn't Cha Know?[англ.]» (Эрика Баду) \| [36] \| \| 2003 \| Эрика Баду, Мадукву Чинва, Лонни Рашид Линн, Роберт Озуна, Джеймс Пойзер, Рафаэл Садик и Гленн Стэндридж \| США \| «Love of My Life (An Ode to Hip-Hop)[англ.]» \| Эрика Баду при участии Common \| - Реми Шанд[англ.] за «Take a Message» (Реми Шанд) - Уилл Бейкер, Индиа.Ари, Эндрю Рэмси, Шеннон Сандерс и Пит Вудрафф за «Good Man» (Индиа.Ари) - Марша Амброзиус[англ.], Даррен «Limitless» Хенсон, Кит Пельцер и Натали Стюарт за «Floetic» (Floetry[англ.]) - Майкл Арчер, Роберт Озуна, Рафаэл Садик и Гленн Стэндридж за «Be Here» (Рафаэл Садик при участии D'Angelo) \| [37] \| \| 2004 \| Рич Харрисон[англ.], Jay-Z и Бейонсе Ноулз \| США \| «Crazy in Love» \| Бейонсе при участии Jay-Z \| - Ашанти, Ирв Готти[англ.] и А. Паркер за «Rock wit U (Awww Baby)[англ.]»(Ашанти) - Эрика Баду, Джеймс Пойзер, Б. Р. Смит и Рэй К. Уильямс за «Danger[англ.]» (Эрика Баду) - Ричард Маркс и Лютер Вандросс за «Dance with My Father[англ.]» (Лютер Вандросс) - Марк Бэтсон[англ.] и Энтони Хэмилтон[англ.] за «Comin' from Where I’m From» (Энтони Хэмилтон) \| [38] \| \| 2005 \| Алиша Киз, Гарольд Лилли[англ.] и Канье Уэст \| США \| «You Don't Know My Name[англ.]» \| Алиша Киз \| - Шон Гарретт, Ламаркис Джефферсон, Лил Джон, Лудакрис, Роберт Макдауэлл, Джеймс Филлипс[англ.] и Патрик «jQue» Смит[англ.] за «Yeah![англ.]» (Ашер при участии Лил Джона и Лудакриса) - Джермейн Дюпри, Алиша Киз, Мануэль Сил[англ.], Адонис Шропшир[англ.] и Ашер за «My Boo[англ.]» (Ашер и Алиша Киз) - Принс за «Call My Name[англ.]» (Принс) - Брайан-Майкл Кокс, Джермейн Дюпри и Ашер за «Burn[англ.]» (Ашер) \| [39] \| \| 2006 \| Мэрайя Кэри, Джонта Остин, Мануэль Сил-младший[англ.] и Джермейн Дюпри \| США \| «We Belong Together» \| Мэрайя Кэри \| - Гарри Гленн[англ.], Алиша Киз, Гарольд Лилли[англ.] и Канье Уэст за «Unbreakable[англ.]» (Алиша Киз) - Уильям Адамс и Джон Стивенс за «Ordinary People[англ.]» (Джон Ледженд) - Крейг Брокман[англ.], Мисси Эллиотт и Нисан Стюарт за «Free Yourself[англ.]» (Фантазия) - Родни Джеркинс, Бейонсе Ноулз, Рики Льюис, Келли Роуленд, Роберт Уоллер и Мишель Уильямс за «Cater 2 U» (Destiny's Child) \| [40] \| \| 2007 \| Брайан-Майкл Кокс, Джейсон Перри, Джонта Остин и Мэри Джей Блайдж \| США \| «Be Without You[англ.]» \| Мэри Джей Блайдж \| - Дрю Рэмси, Шеннон Сандерс и Индиа.Ари за «I Am Not My Hair[англ.]» (Индиа.Ари) - Джонта Остин, Мэрайя Кэри, Брайан-Майкл Кокс и Джермейн Дюпри за «Don't Forget About Us» (Мэрайя Кэри) - Jay-Z, Родни «Darkchild» Джеркинс, Бейонсе, Макеба[англ.], Кели Николь Прайс и Делиша Томас за «Déjà Vu» (Бейонсе при участии Jay-Z) - Принс за «Black Sweat[англ.]» (Принс) \| [41] \| \| 2008 \| Керри «Krucial» Бразерс, Dirty Harry[англ.] и Алиша Киз \| США \| «No One[англ.]» \| Алиша Киз \| - Луи Бьянканьелло, Уэйн Ньюджент, Эрика Нури[англ.], Кевин Ристо, Джанет Сьюэл и Сэмюэл Уоттерс[англ.] за «When I See U» (Фантазия) - Иван Бариас, Адам У. Блэкстоун[англ.], Рэнди Боуленд, Карвин Хаггинс, Джонни Смит II и Кори Уильямс за «Teachme[англ.]» (Musiq Soulchild[англ.]) - Миккел Эриксен, Тор Хермансен и Шейфер Смит за «Hate That I Love You» (Рианна при участии Ни-Йо) - Индиа.Ари и Джойс Симпсон за «Beautiful Flower» (Индиа.Ари) \| [42] \| \| 2009 \| Миккел Эриксен, Тор Хермансен и Ни-Йо \| Норвегия · США \| «Miss Independent[англ.]» \| Ни-Йо \| - Миккел Эриксен, Тор Хермансен и Ни-Йо за «Spotlight[англ.]» (Дженнифер Хадсон) - Кейша Коул, Джейсон Фармер и Алекс Фрэнсис за «Heaven Sent[англ.]» (Кейша Коул) - Иван Бариас, Рахим Девон[англ.], Карвин Хэггинс, Кристал Оливер и Джонни Смит за «Customer» (Рахим Девон) - Салаам Реми[англ.] и Джазмин Салливан за «Bust Your Windows[англ.]» (Джазмин Салливан) \| [43] \| \| 2010 \| Кук Харрелл[англ.], Бейонсе Ноулз, Териус «Dream» Нэш и Крис «Tricky» Стюарт \| США \| «Single Ladies (Put a Ring on It)» \| Бейонсе \| - Даррелл Баббс[англ.], Лонни Береал, Маркус Купер[англ.], Антонио Диксон, Джерри Франклин, Тай Джонс, Роберт Ньют и Кристина Стивенс за «Under» (Pleasure P[англ.]) - Ход Дэвид и Musze за «Pretty Wings[англ.]» (Максвелл) - Салаам Реми[англ.] и Джазмин Салливан за «Lions, Tigers & Bears[англ.]» (Джазмин Салливан) - Джеймс Т. Браун, Джон Конте, Джейми Фокс, Кристофер Хендерсон, Брэндон Меланкон, Фахим Наджим, Териус «Dream» Нэш, Брейон Прескотт, Крис «Tricky» Стюарт и Нейтан Уокер за «Blame It[англ.]» (Джейми Фокс и T-Pain) \| [44] \| \| 2011 \| Джон Ледженд \| США \| «Shine» \| Джон Ледженд и The Roots \| - Кем Оуэнс[англ.] за «Why Would You Stay» (Кем[англ.]) - Эльдра Дебардж[англ.] и Mischke за «Second Chance» (Эль Дебардж[англ.]) - Иван «Orthodox» Бариас, Курт Чемберс, Карвин «Ransum» Хаггинс, Джахайм Хогланд[англ.] и Мигель Пиментель за «Finding My Way Back» (Джахайм[англ.]) - Чарльз Хармон[англ.] и Клод Келли за «Bittersweet[англ.]» (Фантазия) \| [45] \| \| 2012 \| Мелани Фиона, Си Ло Грин и Джек Сплэш[англ.] \| Канада · США \| «Fool for You[англ.]» \| Си Ло Грин и Мелани Фиона \| - Деннис Беттис, Карл М. Дэйс-младший, Уирли Моррис, Чарли Уилсон[англ.] и Махин Уилсон за «You Are» (Чарли Уилсон) - Чарльз Хармон[англ.], Клод Келли и Ледиси Янг[англ.] за «Pieces of Me» (Ледиси[англ.]) - Келли Прайс[англ.] за «Not My Daddy» (Келли Прайс при участии Stokley) - Марша Амброзиус[англ.], Ларранс Допсон, Ламар Эдвардс, Стерлинг Симмс и Джастин Смит за «Far Away[англ.]» (Марша Амброзиус) \| [46] \| \| 2013 \| Мигель Хонтель Пиментель \| США \| «Adorn[англ.]» \| Мигель \| - Дархил «DJ» Кэмпер, Эль Варнер[англ.] и Эндрю «Pop» Вансел за «Refill[англ.]» (Эль Варнер) - Антонио Диксон[англ.], Кеннет «Бэбифейс» Эдмондс, Энтони Хэмилтон[англ.] и Патрик «jQue» Смит[англ.] за «Pray for Me» (Энтони Хэмилтон) - Ричард Батлер[англ.], Бенджамин Левин и Тремейн Неверсон за «Heart Attack[англ.]» (Трей Сонгз) - Тэмия Хилл, Клод Келли и Салаам Реми[англ.] за «Beautiful Surprise[англ.]» (Тэмия) \| [47] \| \| 2014 \| Джеймс Фонтлерой, Джером Хармон[англ.], Тимоти Мосли и Джастин Тимберлейк \| США \| «Pusher Love Girl[англ.]» \| Джастин Тимберлейк \| - Фантазия Баррино, Мисси Эллиотт, Эл Шеррод Ламберт, Хармони Сэмюэлс[англ.] и Кайл Стюарт за «Without Me» (Фантазия при участии Келли Роуленд и Мисси Эллиотт) - Пи Джей Мортон за «Only One» (Пи Джей Мортон при участии Стиви Уандера) - Тэймар Брэкстон, Дархил Кэмпер-младший, Лашон Дэниелс[англ.] и Макеба Риддик[англ.] за «Love & War» (Тэймар Брэкстон) - Энтони Хэмилтон[англ.] и Джайрус Мози за «Best of Me» (Энтони Хэмилтон) \| [48] \| \| 2015 \| Шон Картер, Расул Диас[англ.], Ноэль Фишер[англ.], Джером Хармон[англ.], Бейонсе Ноулз, Тимоти Мосли, Андре Эрик Проктор и Брайан Соко \| США \| «Drunk in Love» \| Бейонсе при участии Jay-Z \| - Джене Айко Чиломбо, Мак Робинсон и Брайан Уорфилд за «The Worst[англ.]» (Джене Айко) - Люк Дж. Бойд[англ.], Доминик Гордон, Брэндон Хессон и Джамайка «Kahn-Cept» Смит за «Options[англ.] (Wolfjames Version)» (Люк Джеймс[англ.] при участии Рика Росса) - Эрик Беллинджер, Крис Браун, Джеймс Чемберс, Малисса Хантер, Джастин Бут Джонсон, Марк Питтс, Ашер Реймонд IV, Уильям Робертс, Морис «Verse» Симмондс и Кит Томас за «New Flame[англ.]» (Крис Браун при участии Ашера и Рика Росса) - Рональд «Flippa» Колсон, Уоррен «Oak» Фелдер[англ.], Ашер Реймонд IV, Джамиль Робертс, Терри «Tru» Снид и Эндрю «Pop» Вансел за «Good Kisser[англ.]» (Ашер) \| [49] \| \| 2016 \| Ди Энджело, Джина Фигероа и Кендра Фостер \| США \| «Really Love» \| D’Angelo And The Vanguard \| - Уоррин Кэмпбелл[англ.], Тайриз Гибсон и DJ Rogers Jr. за «Shame» (Тайриз) - Кеннет Б. Эдмондс, Джазмин Салливан и Дуэйн М. Вейр[англ.] II за «Let It Burn» (Джазмин Салливан) - Ахмад Балше[англ.], Стефан Моччио[англ.], Джейсон Кенневилль[англ.] и Эйбел Тесфайе за «Earned It» (The Weeknd) - Брук Дэвис и Мигель Пиментель за «Coffee» (Мигель) \| [50] \| \| 2017 \| Ход Давид и Musze \| США \| «Lake by the Ocean[англ.]» \| Максвелл \| - Магнус Огаст Ойберг, Бенджамин Левин и Дейстар Петерсон за «Luv[англ.]» (Tory Lanez) - Джефф Баскер[англ.], Робин Фенти, Джон-Нейтан Гласс и Тедди Синклер за «Kiss It Better» (Рианна) - Майкл Эрнандес и Брайсон Тиллер за «Exchange[англ.]» (Брайсон Тиллер) - Джарон Брэтуэйт, Обри Грэм и Ноа Шебиб[англ.] за «Come and See Me[англ.]» (PartyNextDoor при участии Дрейка) \| [51] \| \| 2018 \| Кристофер Броуди Браун[англ.], Джеймс Фаунтлерой, Рэй Чарльз Маккалоу II, Филип Лоуренс, Бруно Марс, Джереми Ривз, Рэй Ромул и Джонатан Йип \| США \| «That’s What I Like» \| Бруно Марс \| - Тайран Дональдсон, Терренс Хендерсон[англ.], Грег Лэндфэр-младший, Картер Лэнг и Солана Роу за «Supermodel» (SZA) - Дональд Гловер и Людвиг Йоранссон за «Redbone» (Childish Gambino) - Альфредо Гонсалес, Тунджи Иге, Сэмюэл Дэвид Хименес, Кристофер Маккленни, Халид Робинсон и Джошуа Скраггс за «Location» (Халид) - Пи Джей Мортон за «First Began» (Пи Джей Мортон) \| [52] \| \| 2019 \| Родерик Пушарод Буллок, Ларранс Допсон[англ.], Джоэль Джеймс, Элла Май и Дижон Макфарлейн[англ.] \| Великобритания · США \| «Boo'd Up[англ.]» \| Элла Май \| - Пол Бутин[англ.], Тони Брэкстон и Антонио Диксон[англ.] за «Long as I Live[англ.]» (Тони Брэкстон) - Дархил Кэмпер-младший, H.E.R. и Джастин Лав за «Focus» (H.E.R.) - Дональд Гловер и Людвиг Йоранссон за «Feels Like Summer» (Childish Gambino) - Джермейн Коул, Мигель Пиментель и Салаам Реми[англ.] за «Come Through and Chill» (Мигель при участии Джей Коула и Салаама Реми) \| [53] \| \| 2020 \| Пи Джей Мортон \| США \| «Say So[англ.]» \| Пи Джей Мортон при участии Джоджо \| - Дэвид Браун[англ.], Дернст Эмиль II[англ.] и Питер Ли Джонсон за «Roll Some Mo» (Лаки Дэй[англ.]) - Крис Браун, Тайлер Джеймс Брайант, Ниджа Чарльз[англ.], Обри Грэм, Андерсон Эрнандес, Мичи Патрик Лебрен, Джошуа Льюис, Ноа Шебиб[англ.] и Тедди Уолтон за «No Guidance» (Крис Браун при участии Дрейка) - Эмили Кинг[англ.] и Джереми Мост за «Look at Me Now» (Эмили Кинг) - Дернст Эмиль II, Дэвид «Swag R'Celious» Харрис, H.E.R. и Хью «Soundzfire» Стротер за «Could've Been[англ.]» (H.E.R. при участии Брайсона Тиллера) \| [54] \| \| 2021 \| Роберт Гласпер, Мешелл Ндегеочелло и Габриэлла Уилсон \| США \| «Better Than I Imagined» \| Роберт Гласпер при участии H.E.R. и Мешелл Ндегеочелло \| - Денисия «Blu June» Эндрюс, Бейонсе, Стивен Брей, Шон Картер, Бриттани Кони, Дерек Джеймс Дикси, Акил Кинг, Ким «Кейденс» Крысюк и Рики «Касо» Тайс за «Black Parade» (Бейонсе) - Сэм Барш[англ.], Стэйси Барт[англ.], Сонье Элиз, Олу Фанн, Акил Кинг, Джош Лопес, Каве Растегар и Бенедетто Ротонди за «Collide» (Tiana Major9 и EarthGang[англ.]) - Хлоя Бейли, Холли Бейли, Антон Куль, Скотт Сторч, Виктория Моне и Avedon[англ.] за «Do It[англ.]» (Chloe x Halle) - Назри Атве[англ.], Бадрия Бурелли[англ.], Скип Марли, Райан Уильямсон и Габриэлла Уилсон за «Slow Down» (Скип Марли и H.E.R.) \| [55] \| \| 2022 \| Брэндон Андерсон, Кристофер Броуди Браун[англ.], Дернст Эмиль II[англ.] и Бруно Марс \| США \| «Leave the Door Open» \| Silk Sonic \| - Джейкоб Кольер, Картер Лэнг[англ.], Карлос Муньос[англ.], Солана Роу и Кристофер Руэлас за «Good Days[англ.]» (SZA) - Денисия «Blu June» Эндрюс, Одра Мэй Баттс[англ.], Кайл Коулман, Бриттани «Чи» Кони, Майкл Холмс и Джазмин Салливан за «Pick Up Your Feelings[англ.]» (Джазмин Салливан) - Гивеон Эванс[англ.], Маниш, Севн Томас[англ.] и Варрен Уэйд за «Heartbreak Anniversary[англ.]» (Giveon[англ.]) - Энтони Клемонс-младший[англ.], Джефф Гительман[англ.], H.E.R., Карл Маккормик[англ.] и Тиара Томас[англ.] за «Damage[англ.]» (H.E.R.) \| [56] \| \| 2023 \| Денисия «Blu June» Эндрюс, Бейонсе, Мэри Кристин Брокерт, Бриттани «Чи» Кони, Териус «The-Dream» Гестилде-Диамант, Мортен Ристорп, Найл Роджерс и Рафаэл Садик \| США \| «Cuff It» \| Бейонсе \| - Пи Джей Мортон за «Please Don’t Walk Away» (Пи Джей Мортон) - Акиль Генри[англ.], Майкл Холмс, Лука Маути, Джазмин Салливан и Эллиотт Трент за «Hurt Me So Good» (Джазмин Салливан) - Дилан Грэм, Присцилла Ренеа[англ.], Таддис «Кук» Харрелл[англ.], Брэндон Джон-Батист, Исаак Ристон, Хамади Зааби и Джастин Натаниэль Зим за «Hrs and Hrs[англ.]» (Муни Лонг[англ.]) - Мэри Джей Блайдж, Дернст Эмиль II[англ.], Габриэлла Уилсон, Дэвид Браун[англ.] и Тиара Томас[англ.] за «Good Morning Gorgeous[англ.]» (Мэри Джей Блайдж) \| [57] \| \| 2024 \| Кеннет Б. Эдмондс, Блэр Фергюсон, Крис Риддик-Тайнс, Солана Роу и Леон Томас \| США \| «Snooze» \| SZA \| - Дэррил Эндрю Фэррис[англ.], Райли Гласпер, Роберт Гласпер и Александра Айзли[англ.] за «Back to Love» (Роберт Гласпер при участии Sir[англ.] и Алекс Айзли[англ.]) - Дернст Эмиль II[англ.], Джефф Гительман[англ.], Виктория Моне, Кайла Москович, Джамиль Пьер и Чарльз Уильямс[англ.] за «On My Mama[англ.]» (Виктория Моне) - Дэрил Кампер-младший[англ.], Кортни Джонс[англ.], Рэймонд Комба[англ.] и Рой Кейша Рокетт за «ICU[англ.]» (Коко Джонс[англ.]) - Холли Бейли, Терон Фимстер[англ.] и Кольридж Тиллман[англ.] за «Angel[англ.]» (Halle) \| [58] \| \| 2025 \| Роб Бисел[англ.], Картер Лэнг[англ.], Солана Роу, Джаред Соломон и Скотт Чжан[англ.] \| США · Канада \| «Saturn» \| SZA \| - Диованна Фрейзер, Алекс Голдблатт, Кейлани Пэрриш, Крис Риддик-Тайнс и Дэниел Апчёрч за «After Hours[англ.]» (Кейлани) - Рональд Банфул[англ.] и Темиладе Опенийи за «Burning[англ.]» (Tems) - Сара Даймонд, Сидни Флойд, Марисела Джексон, Кортни Джонс[англ.], Карл Маккормик[англ.] и Келвин Вутен за «Here We Go (Uh Oh)» (Коко Джонс[англ.]) - Джефф Гительман[англ.], Присцилла Рене[англ.] и Кевин Теодор за «Ruined Me» (Муни Лонг[англ.]) \| [59] \| | |                      |                                       |                                                        | |        |
| Год | Автор(ы) | Страна               | Песня                                 | Исполнитель                                            | Номинанты (исполнители в скобках) | Ист.   |
| 1969 | Отис Реддинг и Стив Кроппер | США                  | «(Sittin' On) The Dock of the Bay»    | Отис Реддинг                                           | - Гомер Бэнкс, Бетти Кратчер, Рэймонд Джексон и Дональд Дэвис за «Who's Making Love» (Джонни Тейлор) - Эдвард Томас, Боб Маккри и Клифтон Томас за «Pickin' Wild Mountain Berries» (Пегги Скотт и Джо Джо Бенсон) - Барретт Стронг, Роджер Пензабене и Норман Уитфилд за «I Wish It Would Rain» (The Temptations) - Дон Ковай за «Chain of Fools» (Арета Франклин) | [ 3 ]  |
| 1970 | Ричард Льюис Спенсер | США                  | «Color Him Father»                    | The Winstons                                           | - Джерри Батлер, Кеннет Гэмбл и Леон Хафф за «Only the Strong Survive» (Джерри Батлер) - Рональд Айзли, Рудольф Айзли и О’Келли Айзли-младший за «It's Your Thing» (The Isley Brothers) - Клэренс Картер, Джордж Джексон и Рэймонд Мур за «I’d Rather Be an Old Man’s Sweetheart» (Кэнди Стэйтон) - Мелвин Хардин и Хьюберт Макферсон за «Backfield in Motion» (Mel & Tim) | [ 4 ]  |
| 1971 | Рональд Данбар и Дженерал Джонсон | США                  | «Patches»                             | Клэренс Картер                                         | - Анджело Бонд, Дженерал Джонсон и Грег Перри за «Somebody’s Been Sleeping in My Bed» (100 Proof) - Ли Гарретт, Лула Хардуэй, Стиви Уандер и Сайрита Райт за «Signed, Sealed, Delivered» (Стиви Уандер) - Герман Дэвис и Расселл Льюис за «Groovy Situation» (Джин Чендлер) - Том Белл и Уильям Харт за «Didn't I (Blow Your Mind This Time)» (The Delfonics) | [ 5 ]  |
| 1972 | Билл Уизерс | США                  | «Ain't No Sunshine»                   | Билл Уизерс                                            | - Барретт Стронг и Норман Уитфилд за «Smiling Faces Sometimes» (The Undisputed Truth) - Клифтон Дэвис за «Never Can Say Goodbye» (The Jackson 5) - Джозеф Бруссар, Кэррол Вашингтон и Ральф Уильямс за «Mr. Big Stuff» (Джин Найт) - Клэй Макмюррей, Памела Сойер и Лаверн Уэр за «If I Were Your Woman» (Gladys Knight & the Pips) | [ 6 ]  |
| 1973 | Барретт Стронг и Норман Уитфилд | США                  | «Papa Was a Rollin' Stone»            | The Temptations                                        | - Кенни Гэмбл, Кэри Гилберт и Леон Хафф за «Me And Mrs. Jones» (Билли Пол) - Кёртис Мейфилд за «Freddie's Dead» (Кёртис Мейфилд) - Дж. Р. Бэйли, Руди Кларк и Кенни Уильямс за «Everybody Plays the Fool» (The Main Ingredient) - Леон Хафф, Джин Макфадден и Джон Уайтхед за «Back Stabbers» (The O'Jays) | [ 7 ]  |
| 1974 | Стиви Уандер | США                  | «Superstition»                        | Стиви Уандер                                           | - War за «Cisco Kid» (War) - Джим Уэзерли за «Midnight Train to Georgia» (Gladys Knight & the Pips) - Кеннет Гэмбл и Леон Хафф за «Love Train» (The O'Jays) - Сильвестр Стюарт за «Family Affair» (Sly & the Family Stone) | [ 8 ]  |
| 1975 | Стиви Уандер | США                  | «Living for the City»                 | Стиви Уандер                                           | - Стиви Уандер за «Tell Me Something Good» (Rufus) - Гарри Уэйн Кейси за «Rock Your Baby» (Джордж Маккрей) - Кеннет Гэмбл, Леон Хафф и Энтони Джексон за «For the Love of Money» (The O'Jays) - Хэл Дэвис, Дон Флетчер и Дин Паркс за «Dancing Machine» (The Jackson 5) | [ 9 ]  |
| 1976 | Гарри Уэйн Кейси, Уилли Кларк, Ричард Финч и Бетти Райт | США                  | «Where Is the Love»                   | Бетти Райт                                             | - Барни Перри за «Walking in Rhythm» (The Blackbyrds) - Гарри Уэйн Кейси и Ричард Финч за «That's the Way (I Like It)» (KC and the Sunshine Band) - Гарри Уэйн Кейси и Ричард Финч за «Get Down Tonight» (KC and the Sunshine Band) - Чарли Смоллс за «Ease on Down the Road» (Consumer Rapport) | [ 10 ] |
| 1977 | Боз Скаггс и Дэвид Пейч | США                  | «Lowdown»                             | Боз Скаггс                                             | - Боб Монтгомери за «Misty Blue» (Дороти Мур) - Мэрилин Маклеод и Памела Сойер за «Love Hangover» (Дайана Росс) - Дональд Дэвис, Харви Скейлз и Эл Вэнс за «Disco Lady» (Джонни Тейлор) - Гарри Уэйн Кейси и Ричард Финч за «(Shake, Shake, Shake) Shake Your Booty» (KC & the Sunshine Band) | [ 11 ] |
| 1978 | Вини Понсия и Лео Сейер | Великобритания · США | «You Make Me Feel Like Dancing»       | Лео Сейер                                              | - Лайонел Ричи за «Easy» (Commodores) - Кенни Гэмбл, Кэри Гилберт и Леон Хафф за «Don't Leave Me This Way» (Тельма Хьюстон) - Уильям Кинг, Рональд Лапред, Томас Макклари, Уолтер Орандж, Лайонел Ричи и Милан Уильямс за «Brick House» (Commodores) - Эл Маккей и Морис Уайт за «Best of My Love» (The Emotions) | [ 12 ] |
| 1979 | Пол Джабара | США                  | «Last Dance»                          | Донна Саммер                                           | - Кеннет Гэмбл и Леон Хафф за «Use Ta Be My Girl» (The O'Jays) - Эдди Дель Баррио, Морис Уайт и Вердин Уайт за «Fantasy» (Earth, Wind & Fire) - Бернард Эдвардс, Кенни Леман и Найл Роджерс за «Dance, Dance, Dance (Yowsah, Yowsah, Yowsah)» (Chic) - Дженис М. Джонсон и Перри Киббл за «Boogie Oogie Oogie» (A Taste of Honey) | [ 13 ] |
| 1980 | Билл Чамплин, Дэвид Фостер и Джей Грейдон | Канада · США         | «After the Love Has Gone»             | Earth, Wind & Fire                                     | - Бернард Эдвардс и Найл Роджерс за «We Are Family» (Sister Sledge) - Дино Фекарис и Фредди Перрен за «Reunited» (Peaches & Herb) - Айзек Хейз и Эдриэнн Андерсон за «Deja Vu» (Дайон Уорвик) - Джерри Коэн и Джин Макфадден за «Ain't No Stoppin' Us Now» (McFadden & Whitehead) | [ 14 ] |
| 1981 | Регги Лукас и Джеймс Мтуме | США                  | «Never Knew Love Like This Before»    | Стефани Миллс                                          | - Бернард Эдвардс и Найл Роджерс за «Upside Down» (Дайана Росс) - Лео Грэм и Пол Ричмонд за «Shining Star» (The Manhattans) - Ли Гарретт и Стиви Уандер за «Let’s Get Serious» (Джермейн Джексон) - Род Темпертон за «Give Me the Night» (Джордж Бенсон) | [ 15 ] |
| 1982 | Ральф Макдональд, Уильям Солтер и Билл Уизерс | США                  | «Just the Two of Us»                  | Гровер Вашингтон-младший и Билл Уизерс                 | - Марк Блатте и Ларри Готлиб за «When She Was My Girl» (Four Tops) - Леон Хейвуд за «She's a Bad Mama Jama (She's Built, She's Stacked)» (Карл Карлтон) - Гарольд Хадсон, Ширли Кинг и Уильям Кинг за «Lady (You Bring Me Up)» (Commodores) - Час Янкель и Кенни Янг за «Ai No Corrida» (Куинси Джонс) | [ 16 ] |
| 1983 | Билл Чамплин, Джей Грейдон и Стив Люкатер | США                  | «Turn Your Love Around»               | Джордж Бенсон                                          | - Стиви Уандер за «That Girl» (Стиви Уандер) - Оделл Браун и Марвин Гэй за «Sexual Healing» (Марвин Гэй) - Реджи Эндрюс и Леон «Ндугу» Ченклер за «Let It Whip» (Dazz Band) - Тедди Рандаццо, Лу Столлман и Бобби Вайнштейн за «It's Gonna Take a Miracle» (Дэнис Уильямс) - Стиви Уандер за «Do I Do» (Стиви Уандер) | [ 17 ] |
| 1984 | Майкл Джексон | США                  | «Billie Jean»                         | Майкл Джексон                                          | - Майкл Джексон за «Wanna Be Startin' Somethin'» (Майкл Джексон) - Джеймс Ингрэм и Куинси Джонс за «P.Y.T. (Pretty Young Thing)» (Майкл Джексон) - Эдди Грант за «Electric Avenue» (Эдди Грант) - Хоук Волински за «Ain't Nobody» (Rufus и Чака Хан) | [ 18 ] |
| 1985 | Принс | США                  | «I Feel for You»                      | Чака Хан                                               | - Джеймс Ингрэм, Куинси Джонс, Майкл Макдональд и Род Темпертон за «Yah Mo B There» (Джеймс Ингрэм и Майкл Макдональд) - Принс за «The Glamorous Life» (Шейла И.) - Дин Питчфорд Билл Вулфер за «Dancing in the Sheets» (Shalamar) - Кит Даймонд и Билли Оушен за «Caribbean Queen» (Билли Оушен) | [ 19 ] |
| 1986 | Джеффри Коэн и Нарада Майкл Уолден | США                  | «Freeway of Love»                     | Арета Франклин                                         | - LaLa за «You Give Good Love» (Уитни Хьюстон) - Дэвид Фостер, Том Кин и Синтия Вайль за «Through the Fire» (Чака Хан) - Джон Джилутин, Банни Халл и Шэрон Робинсон за «New Attitude» (Патти Лабелль) - Фрэнни Голде, Деннис Ламберт и Уолтер Орандж за «Nightshift» (Commodores) | [ 20 ] |
| 1987 | Анита Бейкер, Гэри Биас и Луис А. Джонсон | США                  | «Sweet Love»                          | Анита Бейкер                                           | - Джанет Джексон, Джимми Джем и Терри Льюис за «What Have You Done for Me Lately» (Джанет Джексон) - Дэн Хартман и Чарли Миднайт за «Living in America» (Джеймс Браун) - Нэт Эддерли-младший и Лютер Вандросс за «Give Me the Reason» (Лютер Вандросс) - Принс и The Revolution за «Kiss» (Принс и The Revolution) | [ 21 ] |
| 1988 | Билл Уизерс | США                  | «Lean on Me»                          | Club Nouveau                                           | - Принс за «U Got the Look» (Принс и Шина Истон) - Стиви Уандер за «Skeletons» (Стиви Уандер) - Джимми Джордж и Лу Пардини за «Just to See Her» (Смоки Робинсон) - Реджи Кэллоуэй за «Casanova» (LeVert) | [ 22 ] |
| 1989 | Анита Бейкер, Рэнди Холланд и Скип Скарборо | США                  | «Giving You the Best That I Got»      | Анита Бейкер                                           | - Джин Гриффин и Джонни Кемп за «Just Got Paid» (Джонни Кемп) - Джимми Джордж за «I’ll Always Love You» (Тейлор Дейн) - Бэбифейс, Эл Эй Рид и Дэрил Симмонс за «Don’t Be Cruel» (Бобби Браун) - Маркус Миллер и Лютер Вандросс за «Any Love» (Лютер Вандросс) | [ 23 ] |
| 1990 | Кенни Гэмбл и Леон Хафф | США                  | «If You Don't Know Me by Now»         | Simply Red                                             | - Кэлвин Льюис и Эндрю Райт за «When a Man Loves a Woman» (Джо Кокер) - Бэбифейс, Эл Эй Рид и Дэрил Симмонс за «Superwoman» (Карин Уайт) - Джимми Джем и Терри Льюис за «Miss You Much» (Джанет Джексон) - Бэбифейс и Эл Эй Рид за «Every Little Step» (Бобби Браун) | [ 24 ] |
| 1991 | MC Hammer, Рик Джеймс и Алонзо Миллер | США                  | «U Can't Touch This»                  | MC Hammer                                              | - Бэбифейс, Эл Эй Рид и Дэрил Симмонс за «My, My, My» (Джонни Джилл) - Джордж Джонсон, Луис Джонсон и Сонора Сэм за «I'll Be Good to You» (Рэй Чарльз и Чака Хан) - Дэвид Л. Эллиотт и Терри Стил за «Here and Now» (Лютер Вэндросс) - Джанет Джексон, Джимми Джем и Терри Льюис за «Alright» (Джанет Джексон) | [ 25 ] |
| 1992 | Маркус Миллер, Лютер Вандросс и Тедди Ванн | США                  | «Power of Love/Love Power»            | Лютер Вандросс                                         | - Алвертис Исбелл за «I'll Take You There» (BeBe & CeCe Winans при участии Мэвис Стэплс) - Dr. Freeze за «I Wanna Sex You Up» (Color Me Badd) - Лиза Фишер и Нарада Майкл Уолден за «How Can I Ease the Pain» (Лиза Фишер) - Уолтер Афанасьефф и Джон Беттис за «Can You Stop the Rain» (Пибо Брайсон) | [ 26 ] |
| 1993 | Бэбифейс, Эл Эй Рид и Дэрил Симмонс | США                  | «End of the Road»                     | Boyz II Men                                            | - Дензил Фостер и Томас Макэлрой за «My Lovin' (You're Never Gonna Get It)» (En Vogue) - Майкл Джексон, Рене Мур, Тедди Райли и Брюс Свиден за «Jam» (Майкл Джексон) - Хэл Дэвис, Берри Горди, Уилли Хатч и Боб Уэст за «I’ll Be There» (Мэрайя Кэри и Трей Лоренс) - Даллас Остин и Лиза «Лефт Ай» Лопес за «Ain't 2 Proud 2 Beg» (TLC) | [ 27 ] |
| 1994 | Джанет Джексон, Джимми Джем и Терри Льюис | США                  | «That’s the Way Love Goes»            | Джанет Джексон                                         | - Маркус Миллер и Лютер Вандросс за «Little Miracles (Happen Every Day)» (Лютер Вандросс) - Лютер Вандросс и Рид Вертелни за «Heaven Knows» (Лютер Вандросс) - Бэбифейс и Дэрил Симмонс за «Can We Talk» (Тевин Кэмпбелл) - Рафаэл Садик и Карл Уиллер за «Anniversary» (Tony! Toni! Toné!) | [ 28 ] |
| 1995 | Бэбифейс | США                  | «I'll Make Love to You»               | Boyz II Men                                            | - Бэбифейс, Эл Эй Рид и Дэрил Симмонс за «You Mean the World to Me» (Тони Брэкстон) - Бэбифейс за «When Can I See You» (Бэбифейс) - Мишель Ндегеочелло за «If That's Your Boyfriend (He Wasn't Last Night)» (Мишель Ндегеочелло) - Рик Ноуэлс и Эллен Шипли за «Body and Soul» (Анита Бейкер) | [ 29 ] |
| 1996 | Стиви Уандер | США                  | «For Your Love»                       | Стиви Уандер                                           | - Бэбифейс за «You Can’t Run» (Ванесса Уильямс) - Бэбифейс за «Red Light Special» (TLC) - Даллас Остин за «Creep» (TLC) - D'Angelo за «Brown Sugar» (D'Angelo) | [ 30 ] |
| 1997 | Бэбифейс | США                  | «Exhale (Shoop Shoop)»                | Уитни Хьюстон                                          | - Лютер Вандросс и Рид Вертелни за «Your Secret Love» (Лютер Вандросс) - Бэбифейс, Тони Брэкстон и Брайс Уилсон за «You're Makin' Me High» (Тони Брэкстон) - Род Темпертон за «You Put a Move on My Heart» (Тэмия) - Бэбифейс за «Sittin' up in My Room» (Брэнди) | [ 31 ] |
| 1998 | Ар Келли | США                  | «I Believe I Can Fly»                 | Ар Келли                                               | - Джордж Клинтон-младший, Кирк Франклин, Уолтер Моррисон и Гэрри М. Шайдер за «Stomp» (God's Property при участии Кирка Франклина и Salt) - Эрика Баду и Джаборн Джамал Кантеро за «On & On» (Эрика Баду) - Доктор Дре, Чонси «Black» Ханнибал, Тедди Райли, Уильям «Skylz» Стюарт и Линиз Уолтерс за «No Diggity» (Blackstreet при участии Доктора Дре и Queen Pen) - Мэрайя Кэри, Шон «Паффи» Комбс, К. Фарид, Стивен Хейг, Стивен Джордан, Рональд Ларкинс, Малкольм Макларен, Ларри Прайс и Бобби Робинсон за «Honey» (Мэрайя Кэри)                                                                        | [ 32 ] |
| 1999 | Лорин Хилл | США                  | «Doo Wop (That Thing)»                | Лорин Хилл                                             | - Брэнди Норвуд, Лашон Дэниелс, Родни Джеркинс, Фред Джеркинс III и Джаф Техеда за «The Boy Is Mine» (Брэнди и Моника) - Кирк Франклин за «Lean On Me» (Кирк Франклин c Мэри Джей Блайдж, Ар Келли, Боно, Кристал Льюис и The Family) - Лорин Хилл за «A Rose is Still a Rose» (Арета Франклин) - Рори Беннетт и Джоджо Хейли за «All My Life» (K-Ci & JoJo) | [ 33 ] |
| 2000 | Кевин Бриггс, Кэнди Баррус и Тамека Коттл | США                  | «No Scrubs»                           | TLC                                                    | - Лашон Дэниелс, Тони Эстес, Родни Джеркинс, Фред Джеркинс III и Айзек Филлипс за «It's Not Right but It's Okay» (Уитни Хьюстон) - Кеннет Карлин, Тамара Сэвидж и Карстен Шак за «Heartbreak Hotel» (Уитни Хьюстон при участии Фейт Эванс и Келли Прайс) - Кевин «Шекспер» Бриггс, Кэнди Баррус, Бейонсе Ноулз, Летоя Лакетт и Келли Роуленд за «Bills, Bills, Bills» (Destiny's Child) - Лорин Хилл за «All That I Can Say» (Мэри Джей Блайдж) | [ 34 ] |
| 2001 | Лашон Дэниелс, Родни Джеркинс, Фред Джеркинс III, Бейонсе Ноулз, Летоя Лакетт, Латавия Роберсон и Келли Роуленд                                                | США                  | «Say My Name»                         | Destiny's Child                                        | - D'Angelo и Рафаэл Садик за «Untitled (How Does It Feel)» (D'Angelo) - Дезмонд Чайлд, Тим Келли, Боб Робинсон, Драко Роза и Сиско за «Thong Song» (Сиско) - Родни Джеркинс, Фред Джеркинс III и Харви Мейсон-младший за «He Wasn't Man Enough» (Тони Брэкстон) - Эрика Баду за «Bag Lady» (Эрика Баду) | [ 35 ] |
| 2002 | Алиша Киз | США                  | «Fallin'»                             | Алиша Киз                                              | - Карлос «Six July» Броуди, Реджинальд Харрис, Индиа.Ари и Шеннон Сандерс за «Video» (Индиа.Ари) - Брайан Макнайт за «Love of My Life» (Брайан Макнайт) - Даллас Остин за «Hit 'Em Up Style (Oops!)» (Блю Кантрелл) - Мисси Эллиотт и Тим «Тимбалэнд» Мосли за «Get Ur Freak On» (Мисси Эллиотт) - Эрика Баду, Фил Кленденин и Джеймс Йенси за «Didn't Cha Know?» (Эрика Баду) | [ 36 ] |
| 2003 | Эрика Баду, Мадукву Чинва, Лонни Рашид Линн, Роберт Озуна, Джеймс Пойзер, Рафаэл Садик и Гленн Стэндридж                                                       | США                  | «Love of My Life (An Ode to Hip-Hop)» | Эрика Баду при участии Common                          | - Реми Шанд за «Take a Message» (Реми Шанд) - Уилл Бейкер, Индиа.Ари, Эндрю Рэмси, Шеннон Сандерс и Пит Вудрафф за «Good Man» (Индиа.Ари) - Марша Амброзиус, Даррен «Limitless» Хенсон, Кит Пельцер и Натали Стюарт за «Floetic» (Floetry) - Майкл Арчер, Роберт Озуна, Рафаэл Садик и Гленн Стэндридж за «Be Here» (Рафаэл Садик при участии D'Angelo) | [ 37 ] |
| 2004 | Рич Харрисон, Jay-Z и Бейонсе Ноулз | США                  | «Crazy in Love»                       | Бейонсе при участии Jay-Z                              | - Ашанти, Ирв Готти и А. Паркер за «Rock wit U (Awww Baby)»(Ашанти) - Эрика Баду, Джеймс Пойзер, Б. Р. Смит и Рэй К. Уильямс за «Danger» (Эрика Баду) - Ричард Маркс и Лютер Вандросс за «Dance with My Father» (Лютер Вандросс) - Марк Бэтсон и Энтони Хэмилтон за «Comin' from Where I’m From» (Энтони Хэмилтон) | [ 38 ] |
| 2005 | Алиша Киз, Гарольд Лилли и Канье Уэст | США                  | «You Don't Know My Name»              | Алиша Киз                                              | - Шон Гарретт, Ламаркис Джефферсон, Лил Джон, Лудакрис, Роберт Макдауэлл, Джеймс Филлипс и Патрик «jQue» Смит за «Yeah!» (Ашер при участии Лил Джона и Лудакриса) - Джермейн Дюпри, Алиша Киз, Мануэль Сил, Адонис Шропшир и Ашер за «My Boo» (Ашер и Алиша Киз) - Принс за «Call My Name» (Принс) - Брайан-Майкл Кокс, Джермейн Дюпри и Ашер за «Burn» (Ашер) | [ 39 ] |
| 2006 | Мэрайя Кэри, Джонта Остин, Мануэль Сил-младший и Джермейн Дюпри                                                                                                | США                  | «We Belong Together»                  | Мэрайя Кэри                                            | - Гарри Гленн, Алиша Киз, Гарольд Лилли и Канье Уэст за «Unbreakable» (Алиша Киз) - Уильям Адамс и Джон Стивенс за «Ordinary People» (Джон Ледженд) - Крейг Брокман, Мисси Эллиотт и Нисан Стюарт за «Free Yourself» (Фантазия) - Родни Джеркинс, Бейонсе Ноулз, Рики Льюис, Келли Роуленд, Роберт Уоллер и Мишель Уильямс за «Cater 2 U» (Destiny's Child) | [ 40 ] |
| 2007 | Брайан-Майкл Кокс, Джейсон Перри, Джонта Остин и Мэри Джей Блайдж                                                                                              | США                  | «Be Without You»                      | Мэри Джей Блайдж                                       | - Дрю Рэмси, Шеннон Сандерс и Индиа.Ари за «I Am Not My Hair» (Индиа.Ари) - Джонта Остин, Мэрайя Кэри, Брайан-Майкл Кокс и Джермейн Дюпри за «Don't Forget About Us» (Мэрайя Кэри) - Jay-Z, Родни «Darkchild» Джеркинс, Бейонсе, Макеба, Кели Николь Прайс и Делиша Томас за «Déjà Vu» (Бейонсе при участии Jay-Z) - Принс за «Black Sweat» (Принс) | [ 41 ] |
| 2008 | Керри «Krucial» Бразерс, Dirty Harry и Алиша Киз | США                  | «No One»                              | Алиша Киз                                              | - Луи Бьянканьелло, Уэйн Ньюджент, Эрика Нури, Кевин Ристо, Джанет Сьюэл и Сэмюэл Уоттерс за «When I See U» (Фантазия) - Иван Бариас, Адам У. Блэкстоун, Рэнди Боуленд, Карвин Хаггинс, Джонни Смит II и Кори Уильямс за «Teachme» (Musiq Soulchild) - Миккел Эриксен, Тор Хермансен и Шейфер Смит за «Hate That I Love You» (Рианна при участии Ни-Йо) - Индиа.Ари и Джойс Симпсон за «Beautiful Flower» (Индиа.Ари) | [ 42 ] |
| 2009 | Миккел Эриксен, Тор Хермансен и Ни-Йо | Норвегия · США       | «Miss Independent»                    | Ни-Йо                                                  | - Миккел Эриксен, Тор Хермансен и Ни-Йо за «Spotlight» (Дженнифер Хадсон) - Кейша Коул, Джейсон Фармер и Алекс Фрэнсис за «Heaven Sent» (Кейша Коул) - Иван Бариас, Рахим Девон, Карвин Хэггинс, Кристал Оливер и Джонни Смит за «Customer» (Рахим Девон) - Салаам Реми и Джазмин Салливан за «Bust Your Windows» (Джазмин Салливан) | [ 43 ] |
| 2010 | Кук Харрелл, Бейонсе Ноулз, Териус «Dream» Нэш и Крис «Tricky» Стюарт                                                                                          | США                  | «Single Ladies (Put a Ring on It)»    | Бейонсе                                                | - Даррелл Баббс, Лонни Береал, Маркус Купер, Антонио Диксон, Джерри Франклин, Тай Джонс, Роберт Ньют и Кристина Стивенс за «Under» (Pleasure P) - Ход Дэвид и Musze за «Pretty Wings» (Максвелл) - Салаам Реми и Джазмин Салливан за «Lions, Tigers & Bears» (Джазмин Салливан) - Джеймс Т. Браун, Джон Конте, Джейми Фокс, Кристофер Хендерсон, Брэндон Меланкон, Фахим Наджим, Териус «Dream» Нэш, Брейон Прескотт, Крис «Tricky» Стюарт и Нейтан Уокер за «Blame It» (Джейми Фокс и T-Pain) | [ 44 ] |
| 2011 | Джон Ледженд | США                  | «Shine»                               | Джон Ледженд и The Roots                               | - Кем Оуэнс за «Why Would You Stay» (Кем) - Эльдра Дебардж и Mischke за «Second Chance» (Эль Дебардж) - Иван «Orthodox» Бариас, Курт Чемберс, Карвин «Ransum» Хаггинс, Джахайм Хогланд и Мигель Пиментель за «Finding My Way Back» (Джахайм) - Чарльз Хармон и Клод Келли за «Bittersweet» (Фантазия) | [ 45 ] |
| 2012 | Мелани Фиона, Си Ло Грин и Джек Сплэш | Канада · США         | «Fool for You»                        | Си Ло Грин и Мелани Фиона                              | - Деннис Беттис, Карл М. Дэйс-младший, Уирли Моррис, Чарли Уилсон и Махин Уилсон за «You Are» (Чарли Уилсон) - Чарльз Хармон, Клод Келли и Ледиси Янг за «Pieces of Me» (Ледиси) - Келли Прайс за «Not My Daddy» (Келли Прайс при участии Stokley) - Марша Амброзиус, Ларранс Допсон, Ламар Эдвардс, Стерлинг Симмс и Джастин Смит за «Far Away» (Марша Амброзиус) | [ 46 ] |
| 2013 | Мигель Хонтель Пиментель | США                  | «Adorn»                               | Мигель                                                 | - Дархил «DJ» Кэмпер, Эль Варнер и Эндрю «Pop» Вансел за «Refill» (Эль Варнер) - Антонио Диксон, Кеннет «Бэбифейс» Эдмондс, Энтони Хэмилтон и Патрик «jQue» Смит за «Pray for Me» (Энтони Хэмилтон) - Ричард Батлер, Бенджамин Левин и Тремейн Неверсон за «Heart Attack» (Трей Сонгз) - Тэмия Хилл, Клод Келли и Салаам Реми за «Beautiful Surprise» (Тэмия) | [ 47 ] |
| 2014 | Джеймс Фонтлерой, Джером Хармон, Тимоти Мосли и Джастин Тимберлейк                                                                                             | США                  | «Pusher Love Girl»                    | Джастин Тимберлейк                                     | - Фантазия Баррино, Мисси Эллиотт, Эл Шеррод Ламберт, Хармони Сэмюэлс и Кайл Стюарт за «Without Me» (Фантазия при участии Келли Роуленд и Мисси Эллиотт) - Пи Джей Мортон за «Only One» (Пи Джей Мортон при участии Стиви Уандера) - Тэймар Брэкстон, Дархил Кэмпер-младший, Лашон Дэниелс и Макеба Риддик за «Love & War» (Тэймар Брэкстон) - Энтони Хэмилтон и Джайрус Мози за «Best of Me» (Энтони Хэмилтон) | [ 48 ] |
| 2015 | Шон Картер, Расул Диас, Ноэль Фишер, Джером Хармон, Бейонсе Ноулз, Тимоти Мосли, Андре Эрик Проктор и Брайан Соко                                              | США                  | «Drunk in Love»                       | Бейонсе при участии Jay-Z                              | - Джене Айко Чиломбо, Мак Робинсон и Брайан Уорфилд за «The Worst» (Джене Айко) - Люк Дж. Бойд, Доминик Гордон, Брэндон Хессон и Джамайка «Kahn-Cept» Смит за «Options (Wolfjames Version)» (Люк Джеймс при участии Рика Росса) - Эрик Беллинджер, Крис Браун, Джеймс Чемберс, Малисса Хантер, Джастин Бут Джонсон, Марк Питтс, Ашер Реймонд IV, Уильям Робертс, Морис «Verse» Симмондс и Кит Томас за «New Flame» (Крис Браун при участии Ашера и Рика Росса) - Рональд «Flippa» Колсон, Уоррен «Oak» Фелдер, Ашер Реймонд IV, Джамиль Робертс, Терри «Tru» Снид и Эндрю «Pop» Вансел за «Good Kisser» (Ашер) | [ 49 ] |
| 2016 | Ди Энджело, Джина Фигероа и Кендра Фостер | США                  | «Really Love»                         | D’Angelo And The Vanguard                              | - Уоррин Кэмпбелл, Тайриз Гибсон и DJ Rogers Jr. за «Shame» (Тайриз) - Кеннет Б. Эдмондс, Джазмин Салливан и Дуэйн М. Вейр II за «Let It Burn» (Джазмин Салливан) - Ахмад Балше, Стефан Моччио, Джейсон Кенневилль и Эйбел Тесфайе за «Earned It» (The Weeknd) - Брук Дэвис и Мигель Пиментель за «Coffee» (Мигель) | [ 50 ] |
| 2017 | Ход Давид и Musze | США                  | «Lake by the Ocean»                   | Максвелл                                               | - Магнус Огаст Ойберг, Бенджамин Левин и Дейстар Петерсон за «Luv» (Tory Lanez) - Джефф Баскер, Робин Фенти, Джон-Нейтан Гласс и Тедди Синклер за «Kiss It Better» (Рианна) - Майкл Эрнандес и Брайсон Тиллер за «Exchange» (Брайсон Тиллер) - Джарон Брэтуэйт, Обри Грэм и Ноа Шебиб за «Come and See Me» (PartyNextDoor при участии Дрейка) | [ 51 ] |
| 2018 | Кристофер Броуди Браун, Джеймс Фаунтлерой, Рэй Чарльз Маккалоу II, Филип Лоуренс, Бруно Марс, Джереми Ривз, Рэй Ромул и Джонатан Йип                           | США                  | «That’s What I Like»                  | Бруно Марс                                             | - Тайран Дональдсон, Терренс Хендерсон, Грег Лэндфэр-младший, Картер Лэнг и Солана Роу за «Supermodel» (SZA) - Дональд Гловер и Людвиг Йоранссон за «Redbone» (Childish Gambino) - Альфредо Гонсалес, Тунджи Иге, Сэмюэл Дэвид Хименес, Кристофер Маккленни, Халид Робинсон и Джошуа Скраггс за «Location» (Халид) - Пи Джей Мортон за «First Began» (Пи Джей Мортон) | [ 52 ] |
| 2019 | Родерик Пушарод Буллок, Ларранс Допсон, Джоэль Джеймс, Элла Май и Дижон Макфарлейн                                                                             | Великобритания · США | «Boo'd Up»                            | Элла Май                                               | - Пол Бутин, Тони Брэкстон и Антонио Диксон за «Long as I Live» (Тони Брэкстон) - Дархил Кэмпер-младший, H.E.R. и Джастин Лав за «Focus» (H.E.R.) - Дональд Гловер и Людвиг Йоранссон за «Feels Like Summer» (Childish Gambino) - Джермейн Коул, Мигель Пиментель и Салаам Реми за «Come Through and Chill» (Мигель при участии Джей Коула и Салаама Реми) | [ 53 ] |
| 2020 | Пи Джей Мортон | США                  | «Say So»                              | Пи Джей Мортон при участии Джоджо                      | - Дэвид Браун, Дернст Эмиль II и Питер Ли Джонсон за «Roll Some Mo» (Лаки Дэй) - Крис Браун, Тайлер Джеймс Брайант, Ниджа Чарльз, Обри Грэм, Андерсон Эрнандес, Мичи Патрик Лебрен, Джошуа Льюис, Ноа Шебиб и Тедди Уолтон за «No Guidance» (Крис Браун при участии Дрейка) - Эмили Кинг и Джереми Мост за «Look at Me Now» (Эмили Кинг) - Дернст Эмиль II, Дэвид «Swag R'Celious» Харрис, H.E.R. и Хью «Soundzfire» Стротер за «Could've Been» (H.E.R. при участии Брайсона Тиллера) | [ 54 ] |
| 2021 | Роберт Гласпер, Мешелл Ндегеочелло и Габриэлла Уилсон | США                  | «Better Than I Imagined»              | Роберт Гласпер при участии H.E.R. и Мешелл Ндегеочелло | - Денисия «Blu June» Эндрюс, Бейонсе, Стивен Брей, Шон Картер, Бриттани Кони, Дерек Джеймс Дикси, Акил Кинг, Ким «Кейденс» Крысюк и Рики «Касо» Тайс за «Black Parade» (Бейонсе) - Сэм Барш, Стэйси Барт, Сонье Элиз, Олу Фанн, Акил Кинг, Джош Лопес, Каве Растегар и Бенедетто Ротонди за «Collide» (Tiana Major9 и EarthGang) - Хлоя Бейли, Холли Бейли, Антон Куль, Скотт Сторч, Виктория Моне и Avedon за «Do It» (Chloe x Halle) - Назри Атве, Бадрия Бурелли, Скип Марли, Райан Уильямсон и Габриэлла Уилсон за «Slow Down» (Скип Марли и H.E.R.)                                                       | [ 55 ] |
| 2022 | Брэндон Андерсон, Кристофер Броуди Браун, Дернст Эмиль II и Бруно Марс                                                                                         | США                  | «Leave the Door Open»                 | Silk Sonic                                             | - Джейкоб Кольер, Картер Лэнг, Карлос Муньос, Солана Роу и Кристофер Руэлас за «Good Days» (SZA) - Денисия «Blu June» Эндрюс, Одра Мэй Баттс, Кайл Коулман, Бриттани «Чи» Кони, Майкл Холмс и Джазмин Салливан за «Pick Up Your Feelings» (Джазмин Салливан) - Гивеон Эванс, Маниш, Севн Томас и Варрен Уэйд за «Heartbreak Anniversary» (Giveon) - Энтони Клемонс-младший, Джефф Гительман, H.E.R., Карл Маккормик и Тиара Томас за «Damage» (H.E.R.) | [ 56 ] |
| 2023 | Денисия «Blu June» Эндрюс, Бейонсе, Мэри Кристин Брокерт, Бриттани «Чи» Кони, Териус «The-Dream» Гестилде-Диамант, Мортен Ристорп, Найл Роджерс и Рафаэл Садик | США                  | «Cuff It»                             | Бейонсе                                                | - Пи Джей Мортон за «Please Don’t Walk Away» (Пи Джей Мортон) - Акиль Генри, Майкл Холмс, Лука Маути, Джазмин Салливан и Эллиотт Трент за «Hurt Me So Good» (Джазмин Салливан) - Дилан Грэм, Присцилла Ренеа, Таддис «Кук» Харрелл, Брэндон Джон-Батист, Исаак Ристон, Хамади Зааби и Джастин Натаниэль Зим за «Hrs and Hrs» (Муни Лонг) - Мэри Джей Блайдж, Дернст Эмиль II, Габриэлла Уилсон, Дэвид Браун и Тиара Томас за «Good Morning Gorgeous» (Мэри Джей Блайдж) | [ 57 ] |
| 2024 | Кеннет Б. Эдмондс, Блэр Фергюсон, Крис Риддик-Тайнс, Солана Роу и Леон Томас                                                                                   | США                  | «Snooze»                              | SZA                                                    | - Дэррил Эндрю Фэррис, Райли Гласпер, Роберт Гласпер и Александра Айзли за «Back to Love» (Роберт Гласпер при участии Sir и Алекс Айзли) - Дернст Эмиль II, Джефф Гительман, Виктория Моне, Кайла Москович, Джамиль Пьер и Чарльз Уильямс за «On My Mama» (Виктория Моне) - Дэрил Кампер-младший, Кортни Джонс, Рэймонд Комба и Рой Кейша Рокетт за «ICU» (Коко Джонс) - Холли Бейли, Терон Фимстер и Кольридж Тиллман за «Angel» (Halle) | [ 58 ] |
| 2025 | Роб Бисел, Картер Лэнг, Солана Роу, Джаред Соломон и Скотт Чжан                                                                                                | США · Канада         | «Saturn»                              | SZA                                                    | - Диованна Фрейзер, Алекс Голдблатт, Кейлани Пэрриш, Крис Риддик-Тайнс и Дэниел Апчёрч за «After Hours» (Кейлани) - Рональд Банфул и Темиладе Опенийи за «Burning» (Tems) - Сара Даймонд, Сидни Флойд, Марисела Джексон, Кортни Джонс, Карл Маккормик и Келвин Вутен за «Here We Go (Uh Oh)» (Коко Джонс) - Джефф Гительман, Присцилла Рене и Кевин Теодор за «Ruined Me» (Муни Лонг) | [ 59 ] |

### Комментарии
1. ↑  Ссылка на церемонию «Грэмми», прошедшую в этом году.
2. ↑  В отличие от авторов песен, указанные в скобках исполнители не награждаются.